# إيمري كيس
إيمري كيس (بالإنجليزية: Imre Kiss)‏ هو لاعب كرة قدم نيوزيلندي، ولد في عقد 1940 في بودابست في المجر. شارك مع منتخب نيوزيلندا لكرة القدم. أما مع النوادي، فقد لعب مع ويلينغتون يونايتد ‏.